# Ali Can Özcan
Ali Can Özcan (12 de junio de 1995) es un deportista turco que compite en taekwondo adaptado. Ganó una medalla de plata en los Juegos Paralímpicos de París 2024, en la categoría de –58 kg.

## Palmarés internacional
| Juegos Paralímpicos | Juegos Paralímpicos | Juegos Paralímpicos | Juegos Paralímpicos |
| Año                 | Lugar               | Medalla             | Categoría           |
| ------------------- | ------------------- | ------------------- | ------------------- |
| 2024                | París (Francia)     | Medalla de plata    | –58 kg              |